# St. Wigberti (Bilzingsleben)

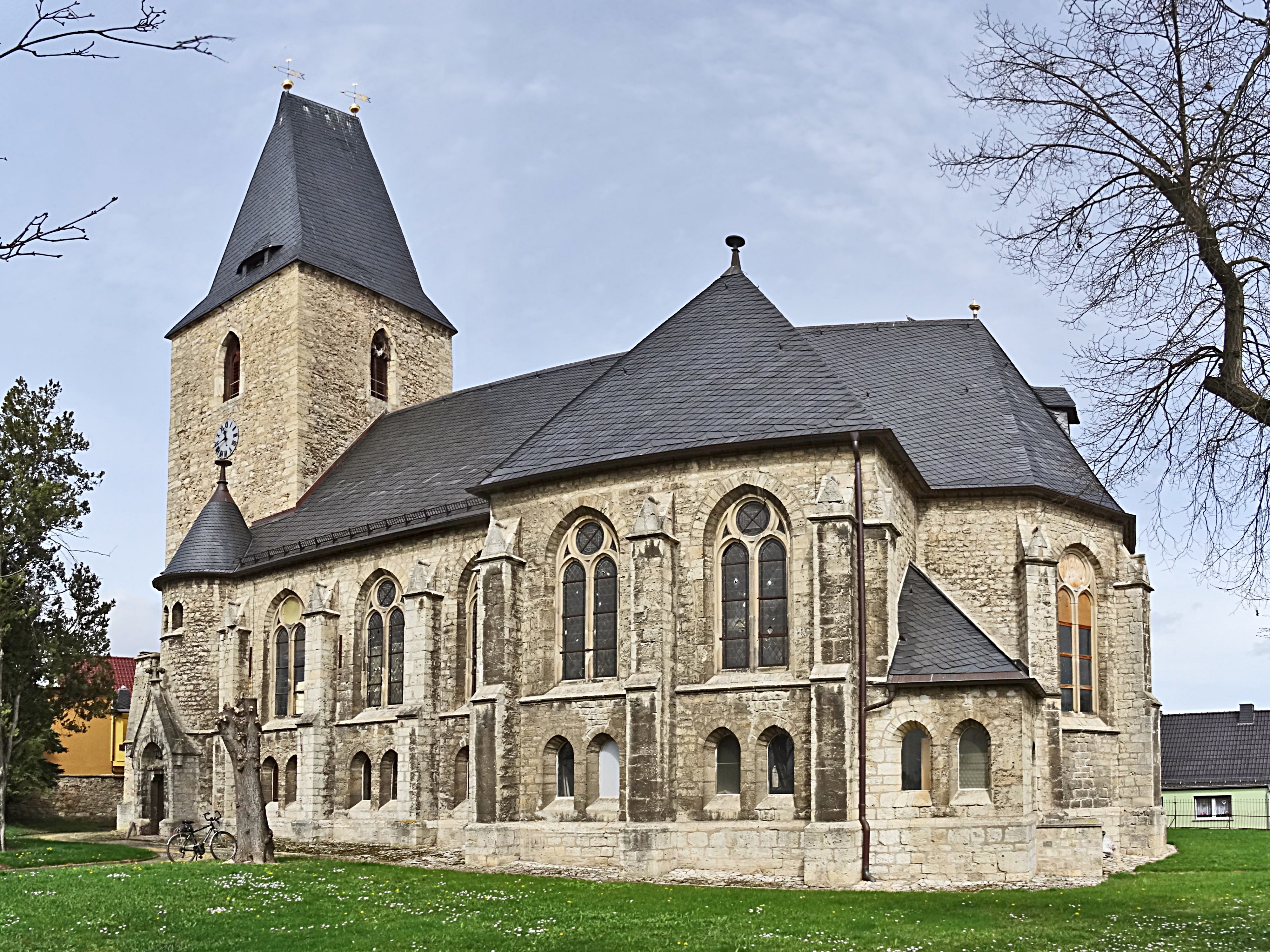
Die Kirche

Die evangelische Dorfkirche St. Wigberti steht in Bilzingsleben im Landkreis Sömmerda in Thüringen und gehört zum Pfarrbereich Heldrungen im Kirchenkreis Eisleben-Sömmerda der Evangelischen Kirche in Mitteldeutschland. Sie ist ein eingetragenes Kulturdenkmal im Landkreis Sömmerda.

## Geschichte
Die Dorfkirche wurde 1512 gebaut und dem hl. Wigbert geweiht. Der Kern des Turmsockels stammt aus der Zeit vor 1300. 1885 wurden das spätmittelalterliche Langhaus und der Chor abgerissen und durch einen Neubau ersetzt. In den neugotischen Kirchenbau wurde der Kirchturm der Vorgängerkirche einbezogen. Die Einweihung des neuen Gotteshauses fand 1889 statt. Eine unzureichende Gründung des Chores führte zu Verformungen mit breiten Rissen im Mauerwerk. Teile der Kirche sind deshalb derzeit (Stand April 2025) nicht zugänglich. 
1999 wurden die Chorfenster ausgebaut, weil der Druck des Mauerwerks zu ersten Glasbrüchen geführt hatte. Nach der Stabilisierung des Chores sollten die Fenster 2022 an ihren Platz zurückkehren, allerdings gab es keinerlei Hinweise auf ihren Verbleib. Einzige Spur war das Angebot eines Brandenburger Glasereibetriebes vom 10. März 1999 im Kreiskirchenamt Sangerhausen, die Fenster auszubauen, zu sanieren und wieder einzubauen. Belege, dass diese Firma den Zuschlag erhalten hat, wurden nicht gefunden. Allerdings waren im Katalog einer Versteigerung des Nachlasses der Brandenburger Firma 2018 drei Rundfenster aus dem Chorraum abgebildet. Versteigert wurden sie nicht, sondern verblieben nach dem Verkauf des Grundstücks der Firma 2018 auf dem Gelände. Im Rahmen der Entrümplung der Immobilie wurden die Fenster von einem unbekannten Antiquitätensammler erworben. Durch Recherchen von MDR Thüringen wurden sie Ostersonntag 2025 in einer Scheune in der Lutherstadt Wittenberg gefunden.

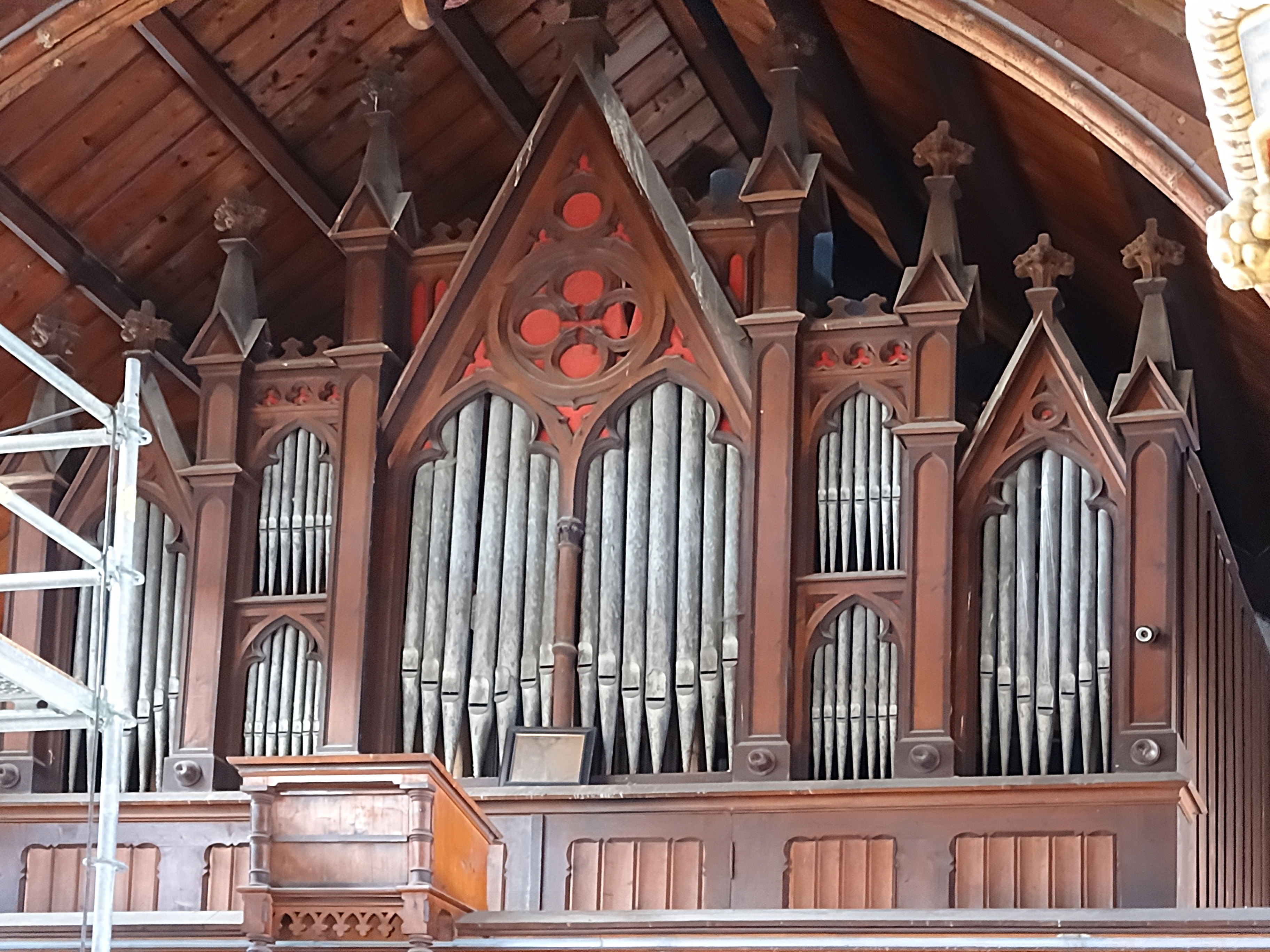
Die Orgel

## Architektur
Zwischen den gedrückten Spitzbogenfenstern der Saalkirche mit polygonalem Ostschluss sind Strebepfeiler angebracht. Die Bemalung im Saal entstand gleich nach Abschluss des Neubaus von 1889. Zur Ausstattung gehören Altar, Taufstein, Taufständer, Lesepult, Kanzel, Emporen und Gestühl. Die Orgel mit 20 Registern, verteilt auf 2 Manuale und Pedal, wurde 1889 von Julius Strobel & Söhne errichtet.
Eine Gedenktafel an die Opfer der Kriege ist angebracht.